# Łąkie (powiat złotowski)
Łąkie – wieś w Polsce położona w województwie wielkopolskim, w powiecie złotowskim, w gminie Lipka nad jeziorem Łąkie oraz jeziorem Świdnik. Pierwsze wzmianki o Łąkiem pochodzą z 1413 roku (jako Lanke). Wieś była wówczas częścią dóbr złotowskich. W XIX wieku powstały dwa folwarki – jeden z nich w 1902 roku został rozparcelowany przez Polski Bank Parcelacyjny. Drugi przetrwał jako gorzelnia i obecnie należy do Zakładu Rolnego w Scholastykowie.
W latach 1945–54 siedziba gminy Łąkie. W latach 1954–1971 wieś należała i była siedzibą władz gromady Łąkie, po jej zniesieniu w gromadzie Lipka. W latach 1975–1998 miejscowość należała administracyjnie do województwa pilskiego, a od 1999 należy do województwa wielkopolskiego. 
Obecnie we wsi znajduje się Szkoła Podstawowa im. Janusza Korczaka wraz z oddziałem przedszkolnym. W 2024r zostało otwarte nowo wybudowane Centrum Sportowo-Turystyczne nad jeziorem Łąckim. Działa tutaj także OSP które istnieje od 1945. We wsi znajduje się także  Kościół rzymskokatolicki pw. Bożego Miłosierdzia oraz sklep wielobranżowy. Dumą wsi jest harcerski zespół mandolinowy Frygi który odnosi sukcesy w kraju jaki i za granicą mający nawet piosenkę z Czesławem Mozilem pt. ,, ZRĘCZNE FRYGI''
Według Narodowego Spisu Powszechnego Ludności i Mieszkań z 2021 roku liczba ludności we wsi Łąkie to 764

## Demografia
Według Narodowego Spisu Powszechnego Ludności i Mieszkań 2021, wieś liczy 764 mieszkańców, z czego 47,9 % to kobiety, a 52,1 % mężczyźni. Struktura wieku: 19,9 % – przedprodukcyjny, 60,5 % – produkcyjny, 19,6 % – poprodukcyjny.

## Turystyka
Wieś ma funkcje turystyczno-rekreacyjne z uwagi na położenie. Na jej terenie można znaleźć domki letniskowe oraz dawny budynek kuźni obecnie pełniący funkcję domu wypoczynkowego.

## Jezioro
Na terenie wsi znajduje się jezioro Łąkie, położone na Pojezierzu Południowokrajeńskim. Jego powierzchnia wynosi ok. 35 ha, średnia głębokość 4,5 m, a maksymalna 12,2 m. Brzegi jeziora są częściowo zalesione i stanowią zaplecze rekreacyjne wraz z plaża miejska.

## [4]Przypisy
1. ↑  Państwowy Rejestr Nazw Geograficznych – miejscowości – format XLSX, Dane z państwowego rejestru nazw geograficznych – PRNG, Główny Urząd Geodezji i Kartografii, 5 listopada 2023, identyfikator PRNG: 72375
2. ↑  Start - Szkoła Podstawowa im. Janusza Korczaka w Łąkiem [online], www.splakie.pl [dostęp 2025-08-19]. strona główna serwisu
3. ↑  Świdnik (jezioro w powiecie złotowskim) [online], Wikipedia, wolna encyklopedia, 30 stycznia 2024 [dostęp 2025-08-20]. wiki?
4. Otwarcie Centrum Sportowo-Turystycznego w Łąkiem [online], goklipka.pl [dostęp 2025-08-20].